# Municipio de Beaufort
El municipio de Beaufort (en inglés: Beaufort Township) es un municipio ubicado en el  condado de Carteret en el estado estadounidense de Carolina del Norte. En el año 2010 tenía una población de 8.650 habitantes.

## Geografía
El municipio de Beaufort se encuentra ubicado en las coordenadas 34°44′55.58″N 76°39′10.75″O / 34.7487722, -76.6529861.